# Đại bàng hoàng đế Tây Ban Nha

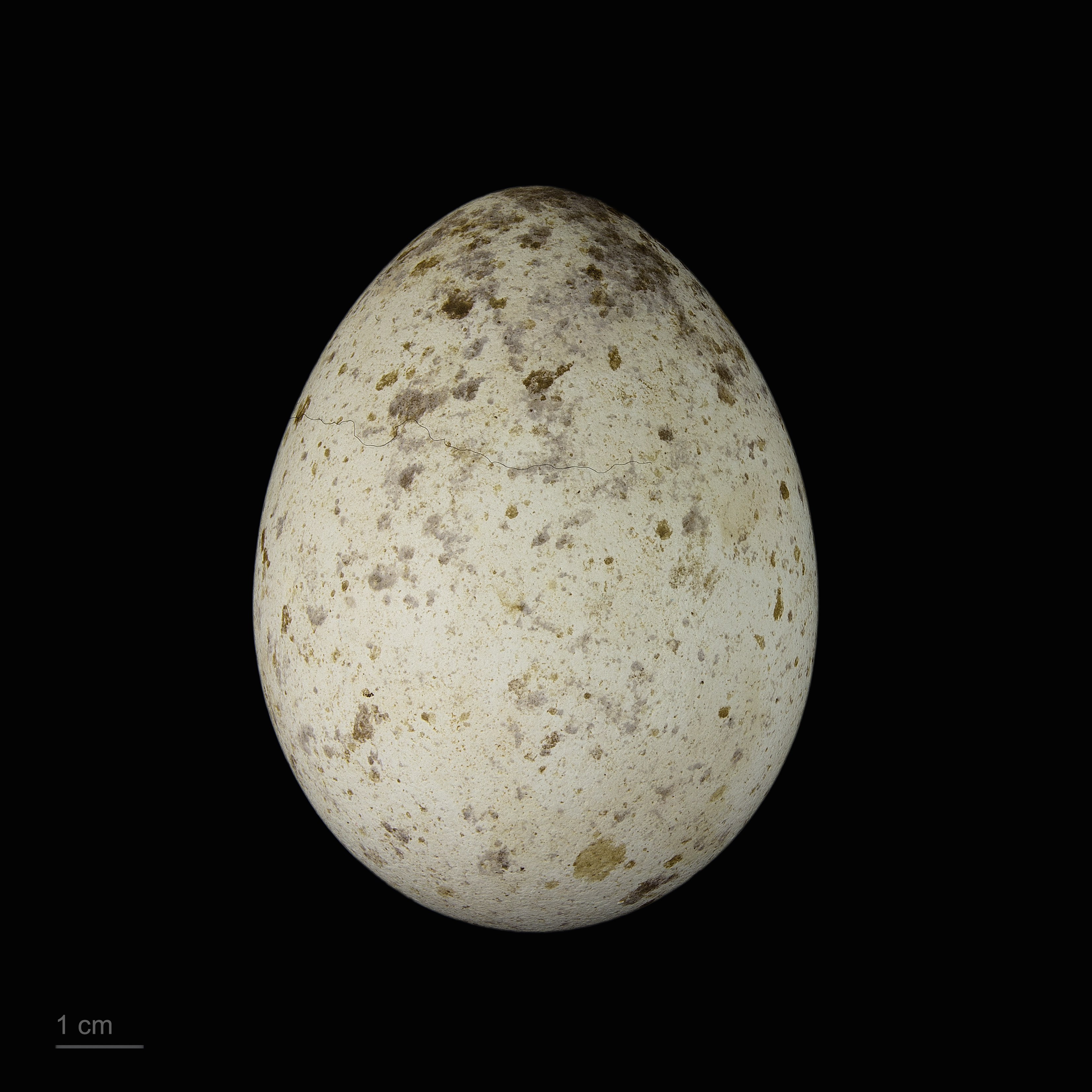
Aquila adalberti

Đại bàng hoàng đế Tây Ban Nha hay Đại bàng hoàng đế Iberia, Đại bàng Adalbert (tên khoa học Aquila adalberti) là một loài bị đe dọa. Chúng sống ở vùng trung tâm, phía Tây nam Tây Ban Nha và một vùng nhỏ ở nam Bồ Đào Nha
Trước đây nó được coi là một phân loài của đại bàng đầu nâu (Aquila heliaca), nhưng hiện nay được coi là loài tách biệt do các khác biệt về hình thái và sinh thái. Về tổng thể, nó nhỏ hơn đại bàng đầu nâu, với trọng lượng chỉ khoảng 2,5 - 3,5 kg, chiều dài 78 – 82 cm và sải cánh dài 180 – 210 cm, màu lông đậm hơn và sống cố định trong khi đại bàng đầu nâu thì di cư trong mùa đông. Thức ăn của loài này bao gồm thỏ, gà gô, động vật gặm nhấm, chim bồ câu, quạ, vịt và thậm chí cả chó nhỏ.
Hiện nay, loài đại bàng này đang bị đe dọa bởi môi trường sống bị suy giảm, bệnh tật do lây lan từ các loài động vật khác khiến số lượng của chúng chỉ còn khoảng 450-600 con. Mặc dù cho đến nay, chúng đã được cho là đang dần được phục hồi nhưng vẫn là loài bị đe dọa toàn cầu. Môi trường sống của loài này là ở những cánh rừng ở trung tâm và phía Tây nam như Extremadura, Sevilla và Huelva Sierra Norte. Một số ít cá thể được bảo vệ trong Vườn quốc gia Doñana.